# Nowy Dwór (powiat ostródzki)
Nowy Dwór – wieś w Polsce położona w województwie warmińsko-mazurskim, w powiecie ostródzkim, w gminie Morąg.
W latach 1975–1998 miejscowość administracyjnie należała do województwa olsztyńskiego. Miejscowość leży w historycznym regionie Prus Górnych.
Miejscowość wymieniana w dokumentach z 1475 r. jako folwark krzyżacki na 18 włókach. Po reformie administracyjnej z lat 1751-1752, w Nowym Dworze mieściła się siedziba morąskiego urzędu dominialnego (skarbowego). Później osada przeszła w ręce prywatne. W XIX w. do Nowego Dworu należały także folwarki: Anin (założony w 1854) i Antoniewo (założony w 1873). Łączny obszar tych dóbr w 1904 r. wynosił prawie 40 włók. Przed pierwszą wojną światową dobra były w posiadaniu właścicieli polskich. Po wojnie majątek rozparcelowano, pozostała jedynie „resztówka” z około 10 włókami. Folwarki Anin i Antoniewo także zostały rozparcelowane i w roku 1928 przyłączono je jako przysiółki do wsi Rolnowo.
Osadę Nowy Dwór jako przysiółek przyłączono do Łączna w 1928 r.
W roku 1973 wieś i majątek Nowy Dwór należały do powiatu morąskiego, gmina Morąg, poczta Dobrocin.

## Zabytki
Do wojewódzkiego rejestru zabytków wpisane są obiekty:
- zespół pałacowy, 1870: 
  - pałac,
  - oficyna
  - park